# 韓国画
韓国画（かんこくが）とは、近代以降に朝鮮の伝統的な技法や様式で描かれた絵画を西洋画と区別するために大韓民国で用いられる用語である。朝鮮民主主義人民共和国では朝鮮画と呼ぶ。
もともと朝鮮では、伝統的絵画を他と区別して呼ぶ用語はなかった。1922年に朝鮮総督府主催の第1回朝鮮美術展覧会で、西洋画と区別して東洋画と呼び始め、以後はこの用語が使われた。大韓民国の独立以後も東洋画と呼ばれていたが、1970年代になって、画家の金永基（김영기、1911.11.30～2003.5.1）らが、日本には日本画という用語があるのに、韓国で東洋画というのは、日本が朝鮮民族の主体性をなくすために押し付けたものであり、東洋画ではなく韓国画と言わなくてはならない、と主張し始めた。1982年から韓国文化芸術振興院主催の大韓民国美術大展（ko:대한민국미술대전）で東洋画に代わって韓国画という用語を使い始め、1983年から美術教科書でも韓国画という名称が使われるようになった。
第二次大戦後、彩色画＝日本画と短絡的に認識され、彩色画は日本の残滓と見なされた。そのため、韓国画は彩色画を排撃し、文人画、水墨画が中心となった。。